# St. Louis Blues
St.Louis Blues je hokejaški klub iz St. Louisa u američkoj saveznoj državi Missouriju.
Natječe se u NHL ligi od 1967. godine.
Domaće klizalište: 
- St.Louis Arena (1967. – 1994.)
- Kiel Center (od 1994.)

Klupske boje: plava, zlatna, crvena i bijela

## Uspjesi
- President's Trophy 1999./00.

## Poznati igrači i treneri
- Carl Gunnarsson

## Vanjske poveznice
St.Louis Blues